# Цистит
Цисти́т — це запалення слизової оболонки сечового міхура.

## Класифікація
За клінічним перебігом:
- гострий;
- хронічний (Інтерстиціальний).

За етіологією:
- інфекційний (неспецифічний, специфічний);
- медикаментозний;
- хімічний;
- термічний;
- променевий;
- травматичний.

За розповсюдженістю запального процесу:
- дифузний (тотальний);
- вогнищевий;
- шийковий (тригоніт).

## Етіологія
Збудниками циститу найчастіше є — кишкова паличка, стафілококи та стрептококи. Хвороба виникає внаслідок потрапляння у сечовий міхур інфекції.  
Збудники можуть потрапляти у сечовий міхур "зверху" (нирки, сечоводи), "знизу" (зовнішні статеві органи, уретра), та вкрай рідко — іншими шляхами (кров, лімфа, травматичне ушкодження).
Спостерігається при сечокам'яній хворобі, пієлонефриті, уретриті, при деяких видах венеричних захворювань, термічному та радіаційному ураженні, травмах. Розвиткові циститу сприяє переохолодження тіла, довготривале лікування із застосуванням імунодепресантів та антибіотиків, вживання прянощів, копченостей, алкоголю; порушення правил особистої гігієни тощо.

## Симптоми
Основною ознакою є часте болісне сечовипускання. Хворобливі позиви супроводжуються виділенням невеликої кількості сечі. Сеча каламутна, іноді містить видимі гнійні нитки та пластівці. Наприкінці сечовипускання з'являється печія, іноді виділяється крапля крові. Температура субфебрильна. Може проявлятись загальна слабкість, нудота, блювання. Клінічні прояви будуть залежати від віку пацієнта, його загального стану, причини, яка призвела до появи захворювання, наявності супутньої патології в організмі. Важливо відрізняти цисталгію від циститу.

## Діагностика
Лікар може діагностувати хворобу цистит на підставі клінічних проявів та результатів аналізів.
Лабораторні дослідження включають:
- аналіз сечі — дозволяє оцінити візуальні, хімічні та мікроскопічні аспекти сечі. Сечовий синдром при циститі (зміни у складі та структурі сечі)[11] може включати гематурію, лейкоцитурію, бактеріурію;
- посів сечі — допомагає визначити, які бактерії викликали запалення, і який антибіотик найбільше підходить для лікування.

При першому епізоді захворювання можна лікувати цистит антибіотиками без подальшого обстеження. Якщо виникають рецидивні інфекції, можуть бути потрібні додаткові дослідження, щоб виключити патології сечовивідних шляхів. У чоловіків чи дітей молодшого віку слід ретельно обстежити всі епізоди запалення сечового міхура.
У таких випадках лікар може порекомендувати наступні методи інструментальної діагностики:
- УЗД при циститі — це неінвазивне візуалізуюче дослідження, яке дозволяє детально оглянути сечовий міхур;
- комп'ютерна томографія (КТ) — неінвазивне візуалізуюче сканування, яке створює 3D-зображення сечового міхура;
- цистоскопія — цистоскоп з камерою вводиться через уретру в сечовий міхур і забезпечує пряму візуалізацію внутрішньої оболонки. Перед проведенням процедури використовується знеболювальний гель, рідше загальна анестезія, щоб пацієнт не відчував болю. Цистоскопія виконується при рецидивній інфекції та протипоказана при гострій формі хвороби.

## Лікування
Медикаментозне та фітотерапевтичне:
антибіотики широкого спектра дії, свічки з беладонною.
Також застосовується фітотерапія: призначення цієї групи препаратів (Уролесан) засновано на антимікробній, фітонцидній, протизапальній, сечогінній, літолітічній, спазмолітичній, знеболювальній дії, здатності нормалізувати імунний статус і статеву функцію .
Інстиляції та промивання сечового міхура антисептичними розчинами, наприклад слабким розчином нітрату срібла або розчином фурациліну. Лікування основного захворювання, що викликало цистит.
Фізіотерапевтичне:
ультрависокочастотна терапія, діадинамічна терапія за черевно-крижовою методикою, парафіно-озокеритові аплікації на проєкцію сечового міхура, індуктотермія ділянки сечового міхура, ректальна ультратонтерапія.